# Кинд, Карл Теодор
Карл Теодор Кинд (нем. Karl Theodor Kind; 7 октября 1799,Лейпциг — 7 декабря 1868, Лейпциг) — немецкий филолог.

## Биография
Получил юридическое образование в Лейпцигском университете, с 1824 г. практиковал как адвокат, в 1835—1846 гг. преподавал в университете. Однако основным делом жизни Кинда было изучение новогреческого фольклора. 
Он опубликовал сборники «Новогреческие народные песни в оригинале и с немецким переводом» (нем. «Neugriechische Volkslieder im Original und mit deutscher Übersetzung»; 1827), «Новогреческие народные песни» (нем. «Neugriechische Volkslieder»; 1849), «Антология новогреческих народных песен» (нем. «Anthologie neugriechischer Volkslieder»; 1861) и др. Кинд также перевёл и откомментировал сборник Александра Суцоса «Панорама Греции», подготовил «Карманный немецко-новогреческий словарь» (нем. «Handwörterbuch der deutschen und neugriechischen Sprache»; 1841), написал «Историю греческой революции» (нем. «Geschichte der griechischen Revolution»; 1833).